# Памятник Николе Тесле (Баку)
Памятник Николе Тесле (азерб. Nikola Teslanın heykəli) — памятник сербскому учёному Николе Тесле, расположенный в городе Баку — столице Азербайджана — в парке, на пересечении проспекта Азадлыг и улицы Сулеймана Рагимова.

## История
Церемония открытия памятника состоялась 8 февраля 2013 года. На церемонии присутствовали президент Азербайджана Ильхам Алиев, его супруга Мехрибан Алиева и президент Сербии Томислав Николич с супругой Драгицей Николич. На церемонии открытия президенты Азербайджана и Сербии выступили с речью.

## Описание
Авторами памятника являются народный художник Азербайджана, скульптор Омар Эльдаров и архитектор Санан Саламзаде.
Памятник отлит из бронзы. Его высота вместе с постаментом составляет 3,3 метра.
Памятник установлен на фоне декоративного панно с изображением одного из главных изобретений Теслы — генератора переменного тока.